# Abborrtjärnen (Lungsunds socken, Värmland)
Abborrtjärnen är en sjö i Storfors kommun i Värmland och ingår i Göta älvs huvudavrinningsområde.